# Botanophila medoga
Botanophila medoga är en tvåvingeart som beskrevs av Fan 1988. Botanophila medoga ingår i släktet Botanophila och familjen blomsterflugor. Inga underarter finns listade i Catalogue of Life.